# Mistrzostwa Ibero-Amerykańskie w Lekkoatletyce 2004
11. Mistrzostwa Ibero-Amerykańskie w Lekkoatletyce – zawody lekkoatletyczne, które odbyły się w dniach 7-8 sierpnia 2004 w Huelvie.

## Rezultaty

### Mężczyźni
| Konkurencja                   | 1. miejsce                                                                                 | Wynik     | 2. miejsce                                                                                 | Wynik     | 3. miejsce                                                                           | Wynik     |
| ----------------------------- | ------------------------------------------------------------------------------------------ | --------- | ------------------------------------------------------------------------------------------ | --------- | ------------------------------------------------------------------------------------ | --------- |
| Bieg na 100 m                 | Vicente de Lima                                                                            | 10,15     | André da Silva                                                                             | 10,21     | Juan Sainfleur                                                                       | 10,28     |
| Bieg na 200 m                 | Juan Pedro Toledo                                                                          | 20,84     | Bruno Pacheco                                                                              | 20,93     | Heber Viera                                                                          | 21,30     |
| Bieg na 400 m                 | Carlos Santa                                                                               | 45,05     | Yeimer López                                                                               | 45,21     | Alejandro Cárdenas                                                                   | 45,22     |
| Bieg na 800 m                 | José Manuel Cortés                                                                         | 1:46,51   | Salvador Crespo                                                                            | 1:46,78   | Simoncito Silvera                                                                    | 1:47,26   |
| Bieg na 1500 m                | Sergio Gallardo                                                                            | 3:37,34   | Hudson de Souza                                                                            | 3:37,66   | Arturo Casado                                                                        | 3:40,30   |
| Bieg na 3000 m                | Hudson de Souza                                                                            | 7:51,25   | Carles Castillejo                                                                          | 7:51,26   | António Travassos                                                                    | 7:57,23   |
| Bieg na 5000 m                | Jesús España                                                                               | 13:48,09  | Freddy González                                                                            | 13:49,05  | Juan Carlos de la Ossa                                                               | 13:52,15  |
| Bieg na 3000 m z przeszkodami | César Pérez                                                                                | 8:30,83   | Mário Teixeira                                                                             | 8:33,26   | Fernando Fernandes                                                                   | 8:35,92   |
| Bieg na 110 m przez płotki    | Yoel Hernández                                                                             | 13,49     | Mateus Facho Inocêncio                                                                     | 13,52     | Jackson Quiñónez                                                                     | 13,61     |
| Bieg na 400 m przez płotki    | Iván Rodríguez                                                                             | 49,08     | Edivaldo Monteiro                                                                          | 49,31     | José María Romera                                                                    | 49,92     |
| Sztafeta 4 × 100 m            | Brazylia Cláudio Roberto Souza · Jarbas Mascarenhas Jr. · Vicente de Lima · André da Silva | 38,62     | Hiszpania Alberto Dorrego · Santiago Ezquerro · Iván Mocholí · Ángel David Rodríguez       | 39,70     | Wenezuela Juan Morcillo · Jonathan Omar Medina · José Carabalí · Hely Ollarves       | 39,91     |
| Sztafeta 4 × 400 m            | Hiszpania Iván Rodríguez · Antonio Reina · Luis Flores · David Testa                       | 3:05,68   | Brazylia Bruno Pacheco · Valdinei da Silva · Wagner dos Santos · Anderson Jorge dos Santos | 3:06,19   | Wenezuela William José Hernández · Simoncito Silvera · José Faneite · Jonathan Palma | 3:10,41   |
| Chód na 20 000 m              | Cristian Berdeja                                                                           | 1:24:30,2 | José Alessandro Bagio                                                                      | 1:25:13,1 | Freddy Hernández                                                                     | 1:26:16,7 |
| Skok wzwyż                    | Lisvany Pérez                                                                              | 2,24      | Jessé de Lima                                                                              | 2,21      | Alfredo Deza                                                                         | 2,21      |
| Skok o tyczce                 | Fábio Gomes                                                                                | 5,40      | Giovanni Lanaro                                                                            | 5,35      | Germán Chiaraviglio Roger Noguera                                                    | 5,30      |
| Skok w dal                    | Joan Lino Martínez                                                                         | 8,26      | Víctor Castillo                                                                            | 7,95      | Iván Pedroso                                                                         | 7,78      |
| Trójskok                      | Arnie David Giralt                                                                         | 17,12     | Yoel García                                                                                | 16,59     | Jefferson Sabino                                                                     | 16,16     |
| Pchnięcie kulą                | Manuel Martínez                                                                            | 20,59     | Marco Antonio Verni                                                                        | 20,17     | Ronny Jiménez                                                                        | 18,72     |
| Rzut dyskiem                  | Mario Pestano                                                                              | 63,84     | Lois Maikel Martínez                                                                       | 62,08     | Jorge Balliengo                                                                      | 59,24     |
| Rzut młotem                   | Juan Ignacio Cerra                                                                         | 73,34     | Moisés Campeny                                                                             | 71,01     | Adrián Marzo                                                                         | 67,89     |
| Rzut oszczepem                | Isbel Luaces                                                                               | 77,98     | Emeterio González                                                                          | 76,34     | Noraldo Palacios                                                                     | 76,00     |
| Dziesięciobój                 | David Gómez                                                                                | 7940      | Enrique Aguirre                                                                            | 7703      | Óscar González                                                                       | 7560      |

### Kobiety
| Konkurencja                   | 1. miejsce                                                                     | Wynik    | 2. miejsce                                                                       | Wynik    | 3. miejsce                                                                                 | Wynik    |
| ----------------------------- | ------------------------------------------------------------------------------ | -------- | -------------------------------------------------------------------------------- | -------- | ------------------------------------------------------------------------------------------ | -------- |
| Bieg na 100 m                 | Virgen Benavides                                                               | 11,33    | Digna Luz Murillo                                                                | 11,41    | Lucimar de Moura                                                                           | 11,45    |
| Bieg na 200 m                 | Roxana Díaz                                                                    | 23,73    | Felipa Palacios                                                                  | 23,77    | Rosemar Coelho Neto                                                                        | 23,83    |
| Bieg na 400 m                 | Maria Laura Almirão                                                            | 52,13    | Mayra González                                                                   | 52,22    | Geisa Coutinho                                                                             | 52,42    |
| Bieg na 800 m                 | Zulia Calatayud                                                                | 2:01,30  | Mayte Martínez                                                                   | 2:01,39  | Sandra Teixeira                                                                            | 2:02,44  |
| Bieg na 1500 m                | Irene Alfonso                                                                  | 4:14,80  | Eva Arias                                                                        | 4:16,61  | Jéssica Augusto                                                                            | 4:18,14  |
| Bieg na 3000 m                | Jéssica Augusto                                                                | 9:02,36  | Jacqueline Martín                                                                | 9:03,64  | Mónica Rosa                                                                                | 9:08,74  |
| Bieg na 5000 m                | Fernanda Ribeiro                                                               | 15:27,53 | María Luisa Larraga                                                              | 15:32,29 | Zulema Fuentes-Pila                                                                        | 15:56,80 |
| Bieg na 3000 m z przeszkodami | Anália Rosa                                                                    | 9:49,06  | Clarisse Cruz                                                                    | 9:55,24  | Yamilka González                                                                           | 9:56,22  |
| Bieg na 100 m przez płotki    | Aliuska López                                                                  | 13,25    | Maíla Machado                                                                    | 13,42    | Princesa Oliveros                                                                          | 13,72    |
| Bieg na 400 m przez płotki    | Daimí Pernía                                                                   | 54,84    | Lucimar Teodoro                                                                  | 56,10    | Yvonne Harrison                                                                            | 56,10    |
| Sztafeta 4 × 100 m            | Kuba Dainelky Pérez · Roxana Díaz · Ana Wilianis López · Virgen Benavides      | 43,66    | Kolumbia Melisa Murillo · Felipa Palacios · Darlenys Obregón · Digna Luz Murillo | 43,79    | Brazylia Kátia Regina Santos · Lucimar de Moura · Rosemar Coelho Neto · Luciana dos Santos | 44,13    |
| Sztafeta 4 × 400 m            | Brazylia Geisa Coutinho · Josiane Tito · Lucimar Teodoro · Maria Laura Almirão | 3:28,60  | Hiszpania Julia Alba · Miriam Bravo · Catalina Oliver · Cora Olivero             | 3:32,00  | Kolumbia Norma González · Felipa Palacios · Darlenys Obregón · Rosibel García              | 3:33,95  |
| Chód na 10 000 m              | Rocío Florido                                                                  | 44:22,00 | Ana Cabecinha                                                                    | 44:33,75 | Carolina Jiménez                                                                           | 44:43,58 |
| Skok wzwyż                    | Romary Rifka                                                                   | 1,94     | Marta Mendía                                                                     | 1,94     | Caterine Ibargüen                                                                          | 1,88     |
| Skok o tyczce                 | Naroa Agirre                                                                   | 4,30 =   | Alejandra García                                                                 | 4,30 =   | Milena Agudelo                                                                             | 4,20     |
| Skok w dal                    | Niurka Montalvo                                                                | 6,58     | Yudelkis Fernández                                                               | 6,45     | Concepción Montaner                                                                        | 6,40     |
| Trójskok                      | Yusmay Bicet                                                                   | 14,51    | Carlota Castrejana                                                               | 14,35    | Keila Costa                                                                                | 13,80    |
| Pchnięcie kulą                | Yumileidi Cumbá                                                                | 19,97    | Misleydis González                                                               | 18,65    | Elisângela Adriano                                                                         | 17,79    |
| Rzut dyskiem                  | Yania Ferrales                                                                 | 61,11    | Teresa Machado                                                                   | 57,81    | Alice Matějková                                                                            | 57,58    |
| Rzut młotem                   | Yipsi Moreno                                                                   | 71,06    | Berta Castells                                                                   | 64,96    | Jennifer Dahlgren                                                                          | 63,72    |
| Rzut oszczepem                | Osleidys Menéndez                                                              | 66,99    | Sonia Bisset                                                                     | 64,71    | Zuleima Araméndiz                                                                          | 56,47    |
| Siedmiobój                    | María Peinado                                                                  | 5795     | Thaimara Rivas                                                                   | 5529     | Carina Gomes                                                                               | 5165     |

## Klasyfikacja medalowa
*   Gospodarz ( Hiszpania)
| Miejsce | Reprezentacja | Złoto | Srebro | Brąz | Razem |
| ------- | ------------- | ----- | ------ | ---- | ----- |
| 1       | Hiszpania*    | 16    | 12     | 10   | 38    |
| 2       | Kuba          | 14    | 7      | 1    | 22    |
| 3       | Brazylia      | 6     | 9      | 8    | 23    |
| 4       | Portugalia    | 3     | 5      | 5    | 13    |
| 5       | Meksyk        | 3     | 2      | 1    | 6     |
| 6       | Argentyna     | 1     | 2      | 4    | 7     |
| 7       | Dominikana    | 1     | 0      | 1    | 2     |
| 8       | Kolumbia      | 0     | 3      | 7    | 10    |
| 9       | Wenezuela     | 0     | 3      | 4    | 7     |
| 10      | Chile         | 0     | 1      | 0    | 1     |
| 11      | Peru          | 0     | 0      | 1    | 1     |
| 11      | Portoryko     | 0     | 0      | 1    | 1     |
| 11      | Urugwaj       | 0     | 0      | 1    | 1     |
| 11      | Ekwador       | 0     | 0      | 1    | 1     |
| Razem   | Razem         | 44    | 44     | 45   | 133   |